# Dell Rapids
Dell Rapids är en stad i Minnehaha County i South Dakota i USA. Befolkningsantalet var 2 980 vid folkräkningen år 2000. Ytan uppgår till 5,2 kvadratkilometer, varav 5,1 kvadratkilometer är land och 0,1 kvadratkilometer vatten. Staden är belägen 460 meter över havet. Tidszon är UTC-6. Postnummer är 57022. Riktnummer är 605.

## Utbildning
Dell Rapids har två olika skolsystem: Det allmänna skolsystemet och St. Mary's, det privata katolska skolsystemet.
Det allmänna skolsystemet inkluderar ett High School, Middle School och Elementary School. Det har även ett så kallat "Strive High" vilket är en slags andrahands-institution. Det allmänna skolsystemets maskot är "Quarriers", vilken är en person som jobbar i ett stenbrott.
St. Mary's skola inkluderar också ett High School, Middle School och Elementary School. Deras maskot är "Cardinals".